# Peștii (constelație)
Peștii (pe latinește, Pisces) este o constelație zodiacală situată pe ecliptică. Simbolul ei zodical este  (Unicode ♓).

## Descriere și localizare

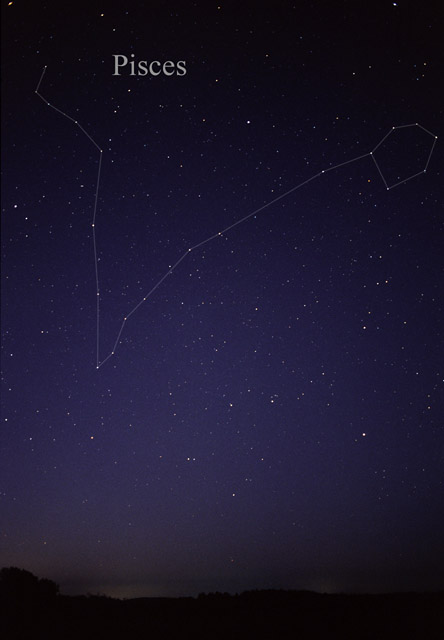
Constelația Peștii văzută cu ochiul liber. Pentru identificarea mai ușoară au fost trasate linii între stele.

Constelația este situată între Vărsător - la vest - și Berbec - la est. Ecliptica și ecuatorul ceresc se intersectează în această constelație (și se mai intersectează în Fecioara) acest punct de intersecție - numit și punct vernal - fiind locul de pornire (punctul zero, originea) al celui mai important sistem de coordonate astronomice folosit pe sfera cerească.
Fiind situată pe ecliptică Soarele, Luna și planetele trec prin Pești. În epoca noastră, în fiecare an soarele se află în Pești între 12 martie și 19 aprilie. Momentul când Soarele traversează ecuatorul ceresc corespunde echinocțiului de primăvară care marchează începutul astronomic al primăverii în emisfera boreală. În anul 2597 punctul vernal va trece în Vărsătorul (presupunând că și atunci constelațiile vor avea aceleași granițe ca acum).

## Obiecte cerești
- Messier 74
- NGC 520